# 唯识四分
唯識四分，佛教術語，瑜伽行唯識學派護法學系的理論，是指相分、見分、自證分、證自證分四種識的作用。

有情的識總共有八個，稱為八識心王。分是功能差別分限的意思，識的四分即是指諸識四種作用。
- 相分：相，意謂被識所取、所認識對象的行相境界，所以又作所取分。有所緣的意涵，乃是被主體的心王所認識的對象（客體）。[2]
- 見分：「見分」即是認識、照知「相分」之作用。見，意謂識所具有能取、能見、能照、所認識對象之行相境界，所以又作能取分；有能緣的意涵，乃是能認識對象（客體）之主體（即諸識之能緣的作用）。
- 自證分：為相分、見分所依，可親證見分，即有主觀性的能力，能更深一層見到（證到）原來的見分。
- 證自證分：能緣、統攝自證分，證到更深一層的主觀性、認識力，哲學稱之為最高主觀統攝力。